# Rannasee
Der Rannasee ist ein Stausee an der Ranna bei Wegscheid im niederbayerischen Landkreis Passau an der Grenze zu Österreich.
Seit 1967 plante man im Landkreis Wegscheid die Schaffung eines Badesees, um den Tourismus und die Naherholung zu fördern. Nach langer Planungszeit erfolgte im September 1977 drei Kilometer südwestlich von Wegscheid der erste Spatenstich. Da ein Teil des Sees auf österreichischem Staatsgebiet liegen sollte, war der Abschluss eines Staatsvertrages zwischen der Bundesrepublik Deutschland und Österreich notwendig.
1979 beschloss der Kreistag Vorsorgemaßnahmen, um die Möglichkeit für einen Kraftwerksbau offenzuhalten. In Notzeiten könnte durch ein hier gelegenes Kraftwerk mit 400.000 bis 500.000 Kilowattstunden der gesamte Landkreis Passau versorgt werden.
Am 3. Juni 1983 wurde der Rannasee einschließlich des Erholungszentrums offiziell seiner Bestimmung übergeben. Die Kosten für das neue Erholungsgebiet betrugen 15 Millionen DM. Es ist durch die Bundesstraße 388 gut zu erreichen. Die Erstellung des Stausees kostete 6,4 Millionen DM. Schon damals konnte man innerhalb einer Touristenzone die Grenze ohne Grenzpolizei und Zoll überschreiten. Seine größte Tiefe erreicht der See an der Staumauer mit achteinhalb Metern. In der Mitte des Rannasees liegt die Liebesinsel.
Zur Freizeitgestaltung stehen außer dem Badestrand zahlreiche Einrichtungen zur Verfügung, darunter Abenteuerspielplatz, Freispielfelder, Tennisplatten, Stockbahn, Tretboote, Kinderplantschbecken, Tiergehege und eine 120 Meter lange Wasserrutsche. Im Zentralgebäude befinden sich ein Gasthaus, sanitäre Einrichtungen und Umkleidemöglichkeiten.
Trotz der Errichtung von Abwasserleitungen und einer biologischen Kläranlage gab es wiederholt Probleme mit der Wasserreinhaltung, von der nicht zuletzt die österreichischen Anliegergemeinden, in welche die Ranna abfließt, betroffen waren. Mit dem Bau einer neuen Kläranlage wurde im Frühjahr 2009 begonnen.

## Nachweise
1. ↑  Jetzt kommen wir zu der namentlichen Abstimmung zu Tagesordnungspunkt 7 Es betrifft den CSUAntrag 15 2988 wegen Kürzung der Zuschüsse für den Bund Naturschutz (Seite nicht mehr abrufbar, festgestellt im April 2024. Suche in Webarchiven)  Info: Der Link wurde automatisch als defekt markiert. Bitte prüfe den Link gemäß Anleitung und entferne dann diesen Hinweis.